# Князь Дракула
«Князь Дракула» (англ. Dark Prince: The True Story of Dracula; дословно — «Тёмный князь: Подлинная история Дракулы») — телевизионный фильм ужасов режиссёра Джо Шаппелла; в роли Дракулы Рудольф Мартин. Премьера состоялась в США на телеканале USA Network на Хэллоуин, 31 октября 2000 года.

## Сюжет
История рассказывает об исторической фигуре Владе Дракуле, в честь которого Брэм Стокер назвал своего персонажа. Влад — обездоленный дворянин и патриот, сражающийся против оккупационных войск турок в надежде отомстить за убийство своего отца.

## В ролях
- Рудольф Мартин — Влад III Цепеш / Дракула
- Джейн Марч — Лидия
- Кристофер Брэнд — Бруно
- Питер Уэллер — Отец Стефан
- Клаудиу Блеонц — султан Мехмед II
- Роджер Долтри — Король Янош
- Майкл Саттон — Раду

## Съёмки
- Съёмки фильма проходили на родине Влада III Цепеша в Румынии: Бухаресте и Трансильвании[2].